# Rick Fox
Pour les articles homonymes, voir Fox.
Ulrich Alexander Fox, dit Rick Fox, né le 24 juillet 1969 à Toronto au Canada, est un ancien joueur de basket-ball qui a joué en NBA pour les Celtics de Boston et les Lakers de Los Angeles et qui a parallèlement mené une carrière d'acteur à la télévision et au cinéma (Blue Chips, He Got Game, Oz ...).

## Jeunesse

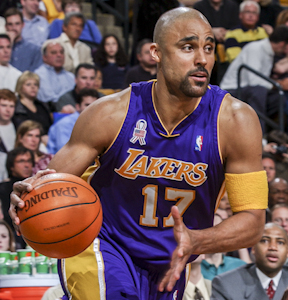
Rick Fox avec les Lakers de Los Angeles

Rick Fox, né à Toronto est le fils de l'Italo-canadienne Dianne Roberta Gerace, qui représenta le Canada aux Jeux olympiques d'été de 1964 de Tokyo en terminant 15e du pentathlon moderne et d'Ulrich Fox originaire des Bahamas. La Famille Fox a déménagé aux Bahamas pays de son père lorsqu'il avait trois ans. Il a fréquenté l'Académie Kingsway à Nassau, où il a été membre de l'équipe de basket-ball de l'école secondaire, les « Saints ». Ensuite Fox a joué au basket au lycée de Warsaw (Indiana). Après deux saisons (1984-1986), à Warsaw, Fox joue juste avant sa saison senior, avec Indiana High School Athletic Association (IHSAA) a statué qu'il n'avait pas l'admissibilité scolaire (en raison de l'achèvement huit semestres dans les Bahamas) et n'a pas été autorisé à participer à tous les matchs Ihsaa. Mais en dépit de ne pas jouer sa saison senior, Fox a été élu sur l'équipe All-Star d'Indiana en 1987.
Il a ensuite poursuivi à l'Université de Caroline du Nord où grâce à ses points forts les Tar Heels sont champions de l'Atlantic Coast Conference leur permettant d'atteindre le final four de la Division I du Championnat NCAA de basket-ball en 1991, mais l'équipe est battue en demi-finale par les Jayhawks du Kansas 79 à 73.

## Filmographie

### Cinéma
- 1994 : Blue Chips : Un homme du Texas
- 1996 : Eddie : Terry Hastings
- 1998 : He Got Game : Chick Deagan
- 1999 : Résurrection : Scholfield
- 2006 : Sex, Lies & Murder : Fabrizio
- 2008 : Meet the Browns : Harry
- 2015 : Dope : Conseiller Blackmon
- 2015 : Dans la classe de mon fils : Matthew Kessler
- 2015 : Hollywood Adventures : Lui-même
- 2017 : Killing Hasselhoff : Lui-même
- 2017 : Krystal de William H. Macy : Bo
- 2023 : The Retirement Plan de Tim Brown : Christopher

### Télévision

#### Téléfilms
- 1999 : Les hommes de main : Ray
- 2013 : Off Season: The Lex Morrison Story : Lex Morrison
- 2015 : Un merveilleux cadeau pour Noel : Rex Cooper
- 2018 : Belle pagaille à Noel : Dr. Thomas Baxter
- 2019 : One Fine Christmas : Roger

#### Séries télévisées
- 1997-2003 : Oz : Jackson Vahue (personnage secondaire, saison 1, 2, 4 et 6)
- 1997 : Head Over Heels : lui-même (épisode 4)
- 2001 : Arliss : lui-même (saison 6, épisode 2)
- 2001 : Max Steel : lui-même (voix) (saison 3, épisode 5)
- 2002 : Mes parrains sont magiques : Flash Williams / Smooth Daley (voix) (saison 3, épisode 12)
- 2003 : Street Time (en) : Peter Samson (saison 1, épisode 18)
- 2003 : Missing : Disparus sans laisser de trace : Éric Renard (personnage récurrent saison 1)
- 2005 : Kevin Hill : Stephen Melbourne (saison 1, épisode 19)
- 2005-2006 : Love, Inc. (en) : David Marley
- 2006 : Shark : Lui-même (saison 1, épisode 1)
- 2006 : Les Frères Scott : Daunte Jones (personnage récurrent saison 4)
- 2007 : Head Case : lui-même (saison 1, épisode 7)
- 2007 : Ugly Betty : Dwayne (saison 2, épisodes 2 et 7)
- 2007-2008 : Dirt : Prince Tyreese (personnage secondaire saison 1 et 2)
- 2009 : Party Down : lui-même (saison 1, épisode 7)
- 2009-2010 : Melrose Place : Nouvelle Génération : Mason (saison 1, épisodes 8 et 15)
- 2010 : Dollhouse : Gary Walden (saison 2, épisode 11)
- 2011 : The Big Bang Theory : Glenn (saison 4, épisode 13)
- 2011-2012 : Single Ladies : Winston (personnage secondaire saison 1 et 2)
- 2011 : The Guild : lui-même (saison 5, épisode 8)
- 2011 : Body of Proof : Ted Banning (saison 2, épisode 1)
- 2011 : House of Payne : Roland (personnage secondaire saison 7)
- 2012 : Franklin & Bash : Andre Carson (saison 2, épisode 3)
- 2012-2013 : Mr. Box Office : Andrew Thompson (personnage principal saison 1)
- 2013 : The Glades : Darius Locke (saison 4, épisodes 6, 8 et 11)
- 2013-2016 : Hit the Floor : Chase Vincent
- 2014 : Mom : James (saison 2, épisode 6)
- 2014 : Les McCarthys : lui-même (épisode 6)
- 2015 : iZombie : Calvin Owens (saison 2, épisode 6)
- 2016 : Shameless : Gareth (saison 6, épisode 8)
- 2016-2017 : Agent K.C. : Richard Martin
- 2017 : Esprits criminels : Brian Stoll (saison 13, épisode 8)
- 2017: Major Crimes : lui-même : (saison 6, épisode 6)
- 2017 : Black-ish : lui-même (saison 4, épisode 9)
- 2017-2020 : Greenleaf : Darius Nash (personnage principal saison 3, récurrent saison 2)
- 2020 : New York, unité spéciale : Edgar Goodwin (saison 21, épisode 18)
- 2020-2021 : Twenties : Richard (saison 1, épisode 8 et saison 2, épisode 3)
- 2021 : All Rise : August Fox (saison 2, épisodes 6, 7 et 16)
- 2022 : The Game : lui-même (saison 2, épisodes 1 et 2)

## Vie privée
Il a été marié de 1999 à 2004 à la chanteuse, actrice et mannequin Vanessa Williams, avec qui il a eu, le 1er mai 2000, une enfant, Sasha Gabriella. Il a été en couple avec l'actrice Eliza Dushku, entre 2009 et 2014.
Il fait une apparition en tant qu'invité dans The Big Bang Theory en 2011, Saison 4, épisode 13 The Love Car Displacement.
Il a joué dans la saison 4 de la série Les Frères Scott où il joue le rôle de Daunte.
En 1997, il intègre la distribution de la série OZ où il incarne le prisonnier Jackson Vahue, qui comme l'acteur est une star de la NBA et champion avec les Lakers de Los Angeles.

## Esports
Le 18 décembre 2015, Rick Fox annonce avoir racheté l'équipe Gravity Gaming évoluant sur le jeu League of Legends renommée par ce fait Echo Fox.
Le 26 janvier 2016, Echo Fox annonce son expansion en voulant posséder une équipe sur le jeu Counter-Strike: Global Offensive. Le jour même l'ancienne équipe américaine du jeu, Torqued est racheté par Echo Fox.
Le 26 avril 2019, Rick Fox annonce son départ de la structure qu'il a fondé à la suite d'injures racistes et de menaces répétées envers sa famille de la part d'un important actionnaire de l'écurie.